# Lizenzverlustversicherung
Die Lizenzverlustversicherung (Loss of Licence / LOL) ist eine Versicherung, die eintritt, wenn fliegendes Personal (in der Regel Piloten (Luftfahrer) und Flugbegleiter) aufgrund des Verlustes der fliegerärztlichen Tauglichkeit die Lizenz für die Ausübung seiner Tätigkeit verliert.  
Diese Lizenz steht aus unterschiedlichsten Gründen in Gefahr (Unfall, Krankheit und Kräfteverfall). Man spricht auch von der Berufsunfähigkeitsversicherung für Piloten. Gleiches gilt bei den Fluglotsen, auch wenn diese Berufsgruppe nicht zum fliegenden Personal gehört.  
Eine Loss of Licence-Klausel wird in der Regel als Zusatzvereinbarung zur Berufsunfähigkeitsversicherung versichert. Die Klauseln unterscheiden sich erheblich. Unterschiede finden sich in der Absicherungshöhe, der versicherbaren Laufzeit und in der Gestaltung der Leistungsausschlüsse. Einige Klauseln beinhalten Leistungsausschlüsse bei rein psychischen Erkrankungen (z. B. Burn-out).   
Die erforderlichen Voraussetzungen (Untauglichkeit) können notleidend werden und wegfallen. Die Leistung der Versicherung dient daher im Wege der Kompensation dem Übergang zu einer anderen Tätigkeit oder, soweit nicht anders organisierbar, der Überbrückung bis zur Pensionierung. 
Versicherungsnehmer sind entweder Luftfahrtunternehmen, oder die versicherte Person selbst. Die vereinbarte Versicherungsleistung bei Fälligkeit wird in ratierlicher Form (Rente) oder in Form einer einmaligen Kapitalleistung erbracht.